# Vela nos Jogos Olímpicos de Verão de 2008 - 49er
As regatas da classe 49er foram realizadas no Centro Internacional de Vela de Qingdao entre 10 e 17 de agosto. 19 barcos competiram.

## Formato da competição
Em cada uma das doze primeiras regatas, os barcos recebem pontos de acordo com a sua colocação final (o vencedor recebe um ponto, o segundo recebe dois pontos etc). Ao final das doze regatas, o pior resultado de cada equipe foi descartado. Os dez barcos com menos pontos se classificaram para a "Medal Race" (Regata da Medalha). Essa regata vale o dobro dos pontos e seu resultado não pode ser descartado.

## Medalhistas
| Ouro   | DEN Jonas Warrer e Martin Kirketerp Ibsen |
| Prata  | ESP Iker Martínez e Xabier Fernández      |
| Bronze | GER Jan-Peter Peckolt e Hannes Peckolt    |

## Resultados
A "Regata M" é a "Regata da Medalha", da qual só participam os dez primeiros colocados das regatas anteriores. Os resultados riscados foram descartados pelas equipes.
| Pos. | Atletas                                            | Regata | Regata | Regata | Regata | Regata | Regata | Regata | Regata | Regata | Regata | Regata | Regata | Regata | Pontos |
| Pos. | Atletas                                            | 1      | 2      | 3      | 4      | 5      | 6      | 7      | 8      | 9      | 10     | 11     | 12     | M      | Pontos |
| ---- | -------------------------------------------------- | ------ | ------ | ------ | ------ | ------ | ------ | ------ | ------ | ------ | ------ | ------ | ------ | ------ | ------ |
|      | DEN Dinamarca Jonas Warrer Martin Kirketerp Ibsen  | 2      | 4      | 10     | 4      | 2      | 3      | 4      | 2      | 9      | 2      | 7      | 8      | 14     | 61     |
|      | ESP Espanha Iker Martínez Xabier Fernández         | 1      | 10     | 17     | 2      | OCS    | 5      | 7      | 10     | 3      | 4      | 1      | 2      | 2      | 64     |
|      | GER Alemanha Jan-Peter Peckolt Hannes Peckolt      | 15     | 6      | 11     | 6      | 3      | 2      | 2      | 12     | 4      | 5      | 4      | 7      | 4      | 66     |
| 4    | ITA Itália Pietro Sibello Gianfranco Sibello       | 3      | 9      | 1      | 1      | 6      | 9      | 3      | 8      | 12     | 17     | 3      | 3      | 8      | 66     |
| 5    | AUS Austrália Nathan Outteridge Ben Austin         | DSQ    | 1      | 7      | 3      | 1      | 1      | 6      | 4      | 6      | 12     | 2      | 18     | 12     | 73     |
| 6    | USA Estados Unidos Tim Wadlow Chris Rast           | 5      | 14     | 15     | 16     | 5      | 10     | 1      | 1      | 1      | 3      | 8      | 4      | 22     | 89     |
| 7    | BRA Brasil André Fonseca Rodrigo Duarte            | 10     | 5      | 8      | 9      | 9      | 4      | 12     | 5      | 11     | 1      | 9      | 13     | 16     | 99     |
| 8    | AUT Áustria Nico Delle Karth Nikolaus Resch        | 9      | 2      | 14     | 8      | 13     | 7      | 5      | 7      | 7      | 13     | 5      | 1      | 22     | 99     |
| 9    | GBR Grã-Bretanha Stevie Morrison Ben Rhodes        | 4      | 3      | 5      | 14     | 14     | 15     | OCS    | 3      | 2      | 8      | 11     | 15     | 26     | 100    |
| 10   | FRA França Emmanuel Dyen Yann Rocherieux           | 7      | 8      | 4      | 5      | 11     | 13     | 11     | 13     | 14     | 7      | 6      | 17     | 10     | 109    |
| 11   | POR Portugal Jorge Lima Francisco Andrade          | 12     | 7      | 9      | 11     | 4      | DNS    | 10     | 6      | 5      | 11     | 13     | 12     |        | 100    |
| 12   | JPN Japão Akira Ishibashi Yukio Makino             | 8      | 17     | 3      | 13     | 8      | 12     | 8      | 9      | 17     | 6      | 14     | 5      |        | 103    |
| 13   | NOR Noruega Christopher Gundersen Frode Bovim      | 11     | 13     | 18     | 7      | 10     | 8      | 14     | 11     | 13     | 19     | 12     | 11     |        | 128    |
| 14   | CAN Canadá Gordon Cook Ben Remocker                | 13     | 12     | 13     | 10     | 7      | 6      | 16     | 16     | 10     | 18     | 15     | 16     |        | 134    |
| 15   | UKR Ucrânia Rodion Luka Georgii Leonchuk           | 6      | 11     | 12     | 15     | DSQ    | OCS    | 13     | 15     | 8      | 15     | 10     | 14     |        | 139    |
| 16   | POL Polônia Marcin Czajkowski Krzysztof Kierkowski | 18     | 15     | 6      | 12     | 15     | 14     | 18     | 18     | 16     | 9      | 19     | 6      |        | 147    |
| 17   | CRO Croácia Pavle Kostov Petar Cupać               | 14     | 16     | 16     | 18     | OCS    | 11     | 9      | 19     | 18     | 10     | 17     | 10     |        | 158    |
| 18   | SWE Suécia Jonas Lindberg Karl Torlén              | 16     | 18     | 2      | 17     | 12     | 16     | 17     | 14     | 19     | 16     | 16     | OCS    |        | 163    |
| 19   | CHN China Li Fei Hu Xianqiang                      | 17     | 19     | 19     | 19     | 16     | 17     | 15     | 17     | 15     | 14     | 18     | 9      |        | 176    |

- OCS: Largada queimada
- DSQ: Desclassificado
- DNS: Não largou